# Joaquin Jimenez
Joaquin Jimenez, né le 23 octobre 1956 à Saumur (Maine-et-Loire), est un médailleur et graveur de monnaies français. Il est créateur pour les monnaies de plusieurs pays, dont la France.

## Biographie
Joaquin Jimenez est le fils d'un père ébéniste, castillan d'origine, et d'une mère issue d'une famille de teinturiers. Il a suivi une formation classique en lettres et beaux-arts[Où ?]. 
Après avoir travaillé chez différents éditeurs privés de médailles durant le début des années 1980, il remporte en 1986 un concours de la Monnaie de Paris pour une pièce Coq et Marianne (10 francs Marianne). En 2008, il rejoint la même Monnaie de Paris en tant que directeur de la création et co-responsable de l’atelier de gravure.
La même année 2008, il est nommé chevalier des Arts et des Lettres. Il est promu commandeur des Arts et des Lettres en 2021.
Auteur de nombreuses médailles d’art pour des villes, des institutions et des sociétés, il est sollicité par les éditeurs monétaires français et étrangers.
Le titre de Graveur général des monnaies a été réactivé en juillet 2020 et Joaquin Jimenez en est le 27e titulaire.

## Œuvres

### Monnaies françaises et européennes
Nombre des monnaies et médailles de Joaquin Jimenez se distinguent par « la présence de lignes, souvent droites ».

#### Monnaies en franc ou en euro

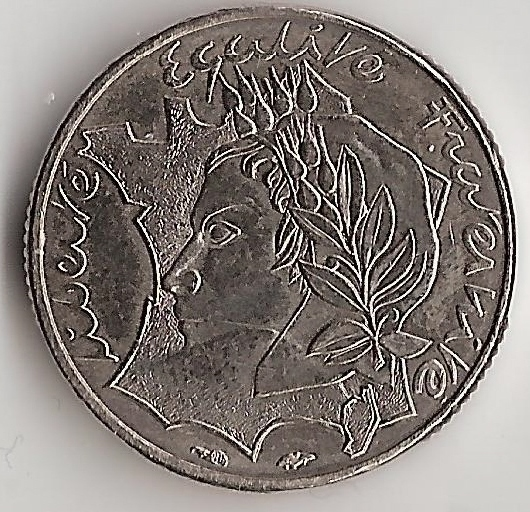
Pièce de circulation française de 10 francs (1986).

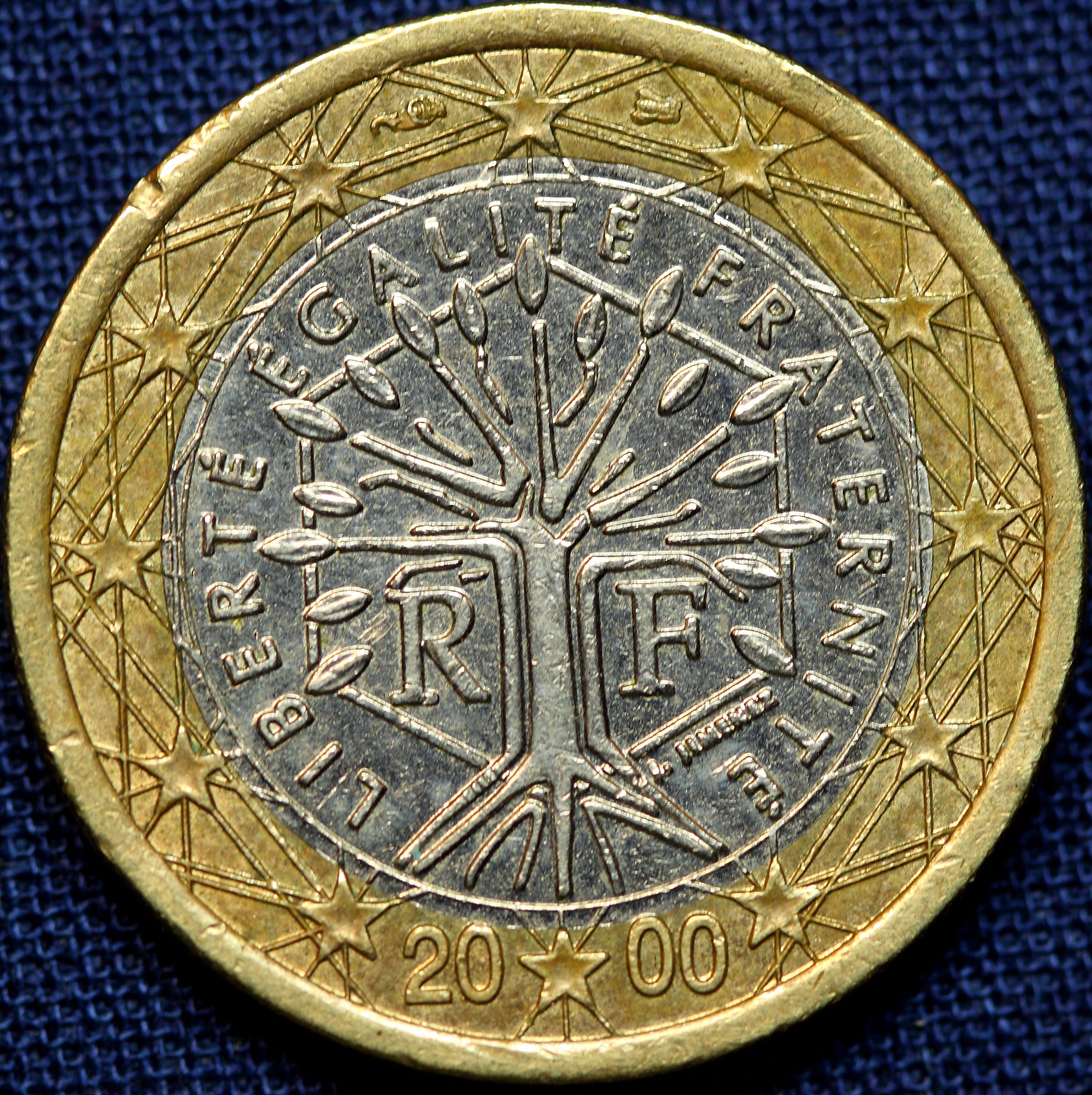
Pièce de circulation française d'1 € (depuis 1999)

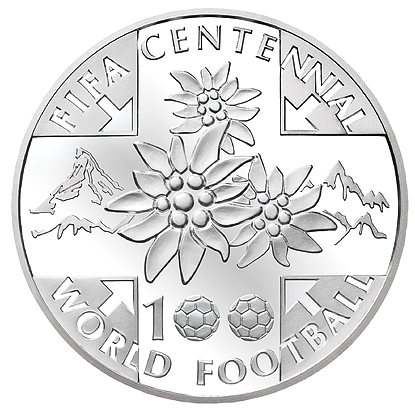
Pièce suisse en argent de 20 francs suisses, commémorant les 100 ans de la FIFA (2004)

- 1986 : 10 francs, Coq et Marianne.
- 1989 :  5 francs, Tour Eiffel, avers[3].
- 1992 : 100 francs, Jean Monnet, revers.

Pour la France, le millésime indiqué sur une pièce correspond à l'année réelle de la frappe. Le passage à l'Euro a eu lieu le 1er janvier 2002 mais les pièces ont été frappées et millésimées à partir de 1999.
- 1999 : 1 euro et 2 euros, L’Arbre étoilé[4], avers.
- 2008-2010 : pièces de 5 euros à 500 euros, La Semeuse cinétique[5],[6].
- 2010 : 10 euros, Euro des régions aux drapeaux[7].
- 2011 : 10 euros, Euro des régions aux monuments[8].
- 2011 : Pièce de 100 euros Hercule (en argent) et de 1000 euros Hercule (en or).
- 2012 : 10 euros (argent), Hercule.
- 2012 : 10 euros, Euro des régions aux personnages[9].
- 2022 : Nouvelle version de la pièce de 1 et 2 euros avec une version modernisée de l'arbre de vie. ,Pièce de 2€ (2022)

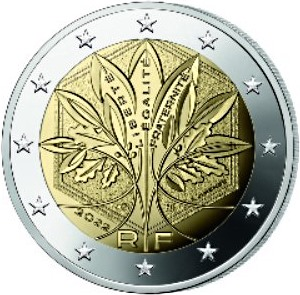
Pièce de 2€ (2022)

L'avers est le côté de la pièce qui porte la représentation de l'autorité émettrice (République française ou « RF ») qui garantit la valeur de la monnaie.
Les revers de la Semeuse cinétique, de l'Hercule et des Euro des régions sont semblables : la branche de laurier (en haut), le mot « euro » de la valeur faciale (au centre) et la branche de chêne (en bas) évoquent le « € » de euro.

#### Monnaies de collection françaises
Ces monnaies sont en argent ou en or.
- 1992 : 100 francs, Les Jeux olympiques d’Albertville, 6 pièces.
- 1996 : 100 francs, Le Centenaire des Jeux olympiques, 4 pièces.
- 1998 : de 10 francs à 500 francs, La Coupe du monde de football, 11 pièces.
- 2000 : 100 francs, Le XXe siècle, 6 pièces.
- 2002 : 100 francs, La Coupe du monde de football'.

### Europe et Monde
Lauréat de nombreux concours internationaux[réf. nécessaire] organisés par les établissements monétaires, Joaquin Jimenez est présent dans les collections numismatiques françaises, néerlandaises, belges, norvégiennes, danoises, suisses, allemandes, autrichiennes, britanniques, africaines et américaines.
Joaquin Jimenez a participé à de nombreuses expositions, dont celles de la Fédération internationale de la médaille (FIDEM) : Stockholm, Colorado Springs, Helsinki, Budapest, Neuchâtel, Londres, La Haye, Berlin, Weimar, Paris, Lisbonne, Bruxelles, Rome.

### Différent monétaire
Généralement, les monnaies et médailles gravées par Joaquin Jimenez sont signées de son nom ou portent son différent monétaire. Celui-ci est un carré dont le quart supérieur gauche est occupé par un second carré plus petit.
En tant que Graveur général des monnaies Joaquin Jimenez a repris son différent, additionné d'une tête de rhinocéros stylisée. 

## Distinctions
- Commandeur de l'ordre des Arts et des Lettres[10]